# Kanton Dax-Nord
Dax-Nord is een voormalig kanton van het Franse departement Landes. Het kanton maakte deel uit van het arrondissement Dax.

## Gemeenten
Het kanton Dax-Nord omvatte de volgende gemeenten:
- Angoumé
- Dax (deels, hoofdplaats)
- Gourbera
- Herm
- Mées
- Rivière-Saas-et-Gourby
- Saint-Paul-lès-Dax
- Saint-Vincent-de-Paul
- Saubusse
- Téthieu